# Cirák, Győr-Moson-Sopron
Cirák  este un sat în districtul Kapuvár, județul Győr-Moson-Sopron, Ungaria, având o populație de 573 de locuitori (2011). 

## Demografie
Componența etnică a satului Cirák
     Maghiari (94,9%)
     Romi (2,81%)
     Necunoscut (0,88%)
     Alții (1,41%)
Componența confesională a satului Cirák
     Luterani (3,49%)
     Fără religie (1,4%)
     Necunoscută (94,24%)
     Reformați (0,87%)
     Alte religii (0,52%)
Conform recensământului din 2011, satul Cirák avea 573 de locuitori. Din punct de vedere etnic, majoritatea locuitorilor (94,9%) erau maghiari, cu o minoritate de romi (2,81%). Apartenența etnică nu este cunoscută în cazul a 0,88% din locuitori. Nu există o religie majoritară, locuitorii fiind luterani (3,49%) și persoane fără religie (1,4%). Pentru 94,24% din locuitori nu este cunoscută apartenența confesională.